# 泥城之戰
泥城之戰是晚清年代外國僑民在上海租界與清朝軍隊爆發的一場戰爭。這一仗最終由外國僑民獲勝。

## 历史
1853年3月，太平天國佔領南京。4月12日，位於上海租界的外國僑民作出反應。在英、法、美三國領事倡導下，外國僑民召開上海租地西人大會，決定讓僑民組織萬國商團（義勇隊），奉行武裝中立方針，以維護租界安全。9月7日，上海爆发小刀会起义，上海县城被佔領。清軍想經租界進攻佔領上海县城的小刀會。上海租界当局以“武装中立”为由，拒绝清军借道租界进攻上海縣城里的小刀会，清军便駐扎在租界以西（今人民广场）。租界当局为防止清兵進入租界，又将租界边界上的一条河流拓宽挖深为护城河（泥城浜）。1854年4月3日，英商祥泰洋行職員阿瑟·史密斯在上海跑马场附近与清军发生冲突，身受重伤。英海军陆战队七、八人和萬國商團数人進攻清軍阵地，增援清军隨後趕來切断陆战队和萬國商團的后路。英领事阿礼国等率英、美海军陆战队和萬國商團增援，烧毁观音堂卡房。4月4日早晨，英國軍舰炮擊苏州河口清军炮船，并將其扣押。下午英美军队与清军在泥城浜交戰，英美军队攻占并烧毁上海跑马场附近的清军军营，清軍被迫更換地點駐扎。战争最後以清军战败告終。